# 履帶登陸車
履带登陆车（英文：Landing Vehicle Tracked（LVT））是美国海军首先使用的两栖作战专用车及两栖登陆车。履带登陆车被美国海军陆战队和美国陆军在二战中使用。

## 開發
1928年歐基求碧颶風使唐納德·羅布林的父親認識到颶風過後援救工作需要能在沼澤路況下行駛的車輛，佛羅里達州的發明家羅布林因此設計了最早的水路兩用履带車「鱷魚」，1937年10月4日的《生活》雜誌報導後，愛德華·C·卡爾布法斯將軍將剪報交給美國海軍陸戰隊的路易斯·M·蕾托將軍，經過漫長的官僚過程，陸戰隊在1940年4月訂購了一輛軍用的「鱷魚」。通過徹底測試後，海軍部於1941年2月22日與羅布林簽訂合同，建造200輛軍用鱷魚（軍方稱為LVT(1)）。軍方要求兩項主要設計變更，一是車體使用焊接鋼板而不是鋁，可以抵抗敵人輕武器的射擊以及珊瑚礁的擦撞。二是用146馬力的赫丘利WXLC-3發動機取代120馬力的林肯微風發動機。美國海軍陸戰隊司令亞歷山大·范德格里夫特表示，該車型在瓜達爾卡納爾島戰役和塔拉瓦戰役的傑出表現，是美軍勝利的重要因素。

## 衍生型号
- LVT(A)-1（1942）
- LVT(A)-2 水牛 (1943)

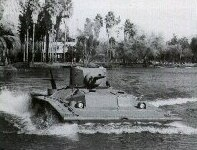
LVT(A)-1裝有一門M6戰車炮

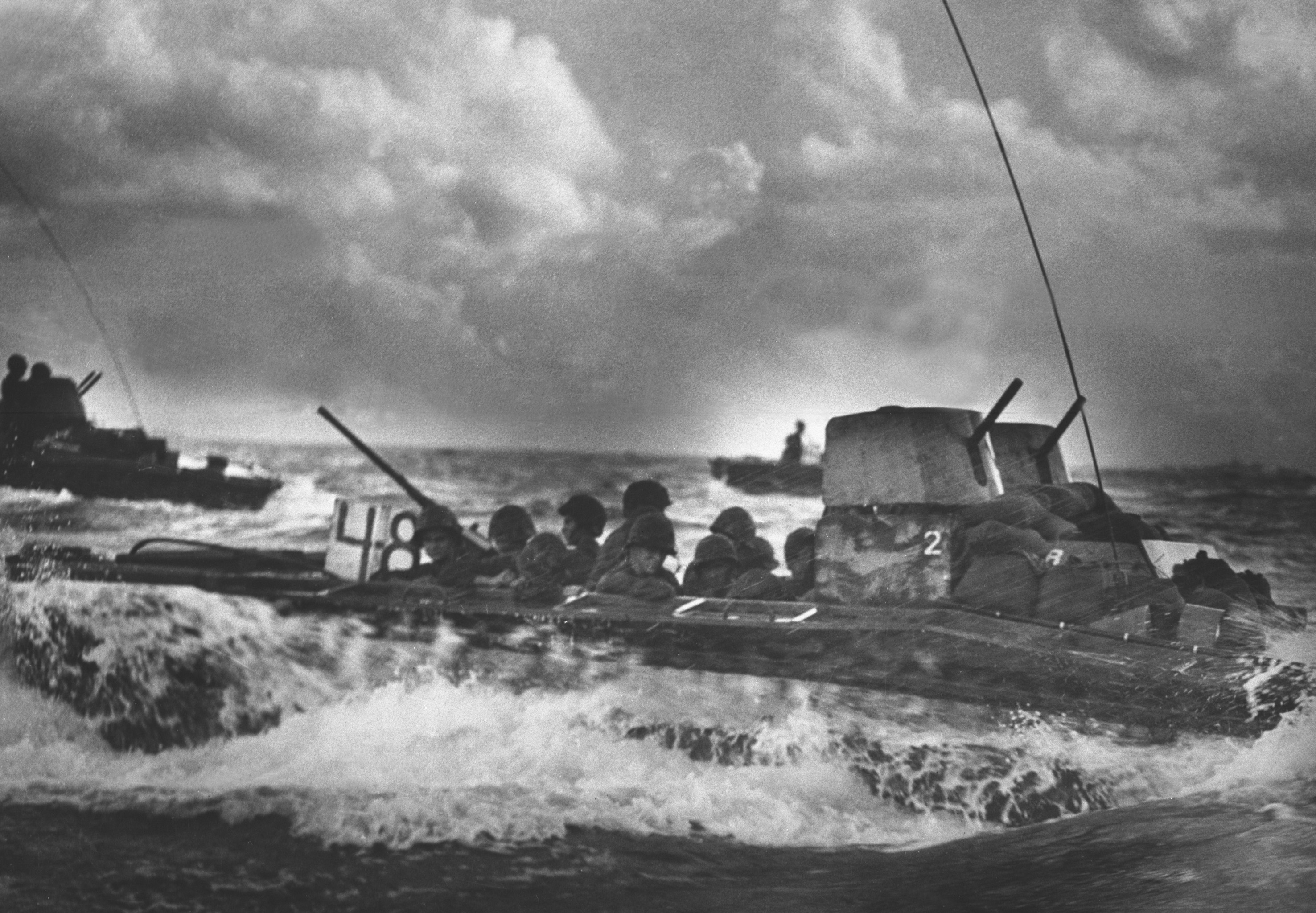
LVT-2 “水牛”载着海军陆战队士兵前往天宁岛海滩,1944年

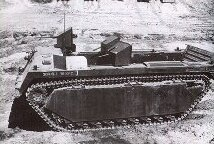
LVT-3

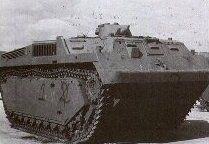
LVT-3C

- LVT-4 水牛, 英國叫水牛 IV (1943)
- Sea Serpent
- LVT(A)-3
- LVT-3 Bushmaster (1944)
- LVT(A)-4 (1944)
- LVT(A)-5 (1945)
- LVT-3C (1949)[edit source]
- Amphibian, tracked, 4-ton General Service (1944/45)

## 图片

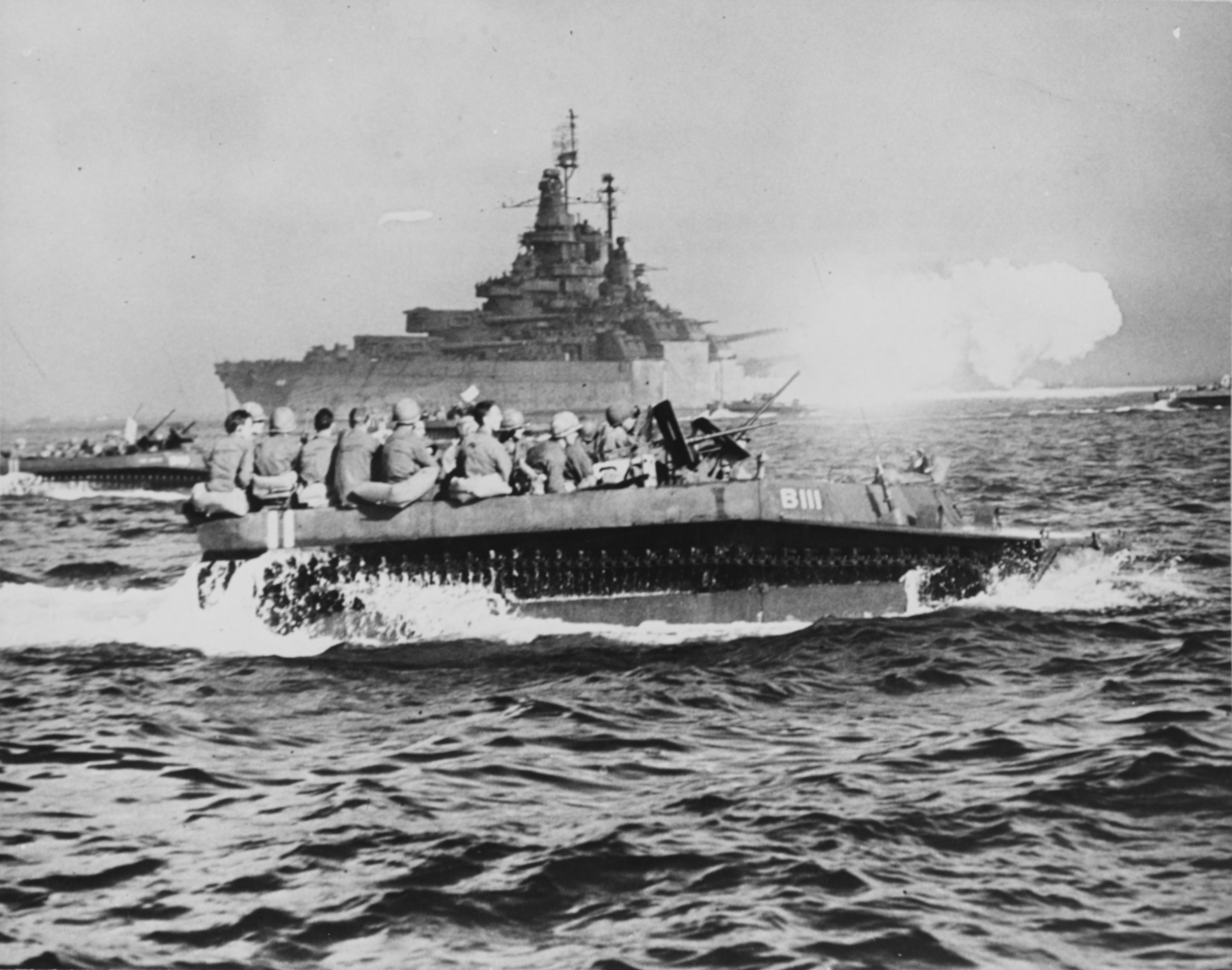
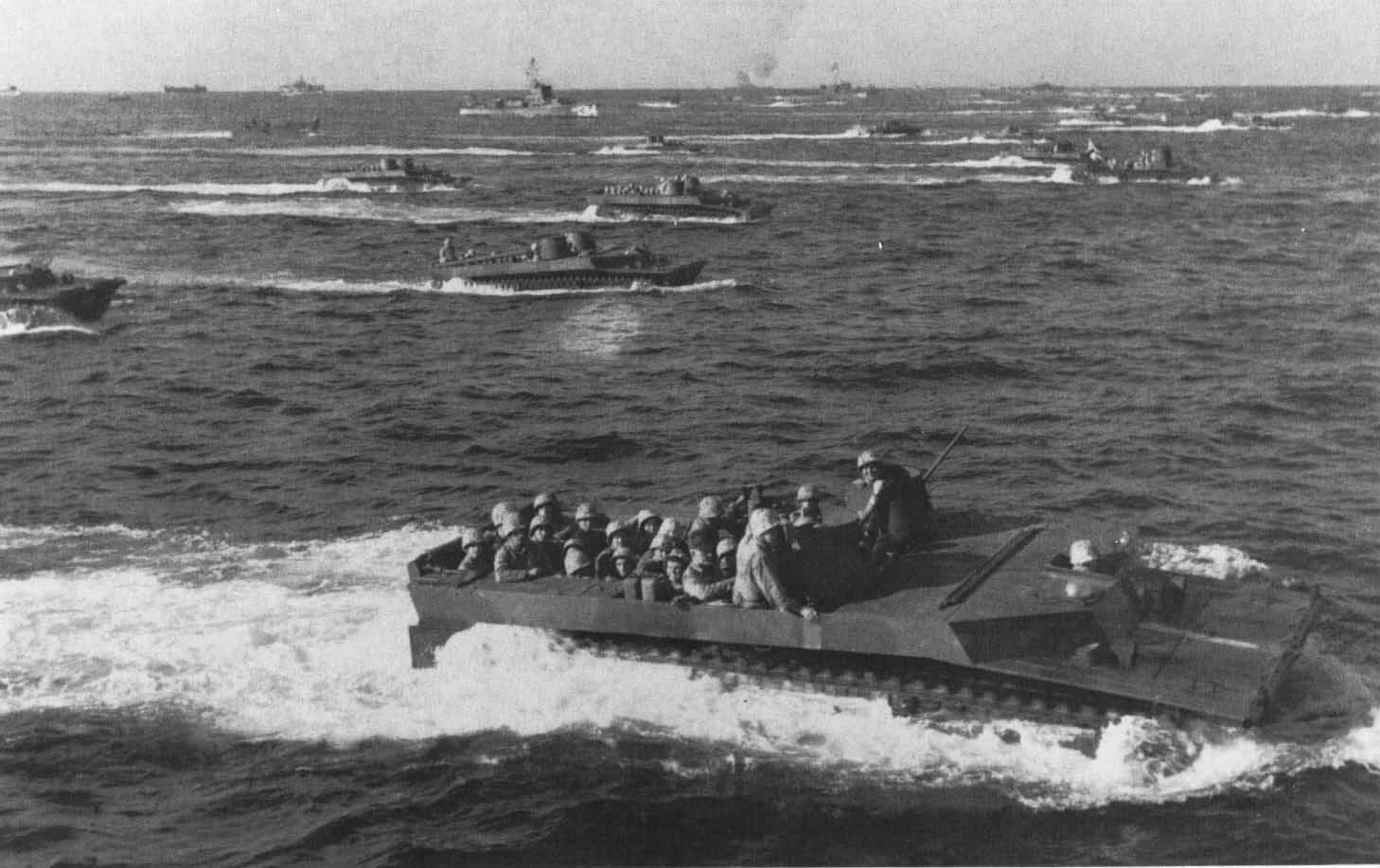
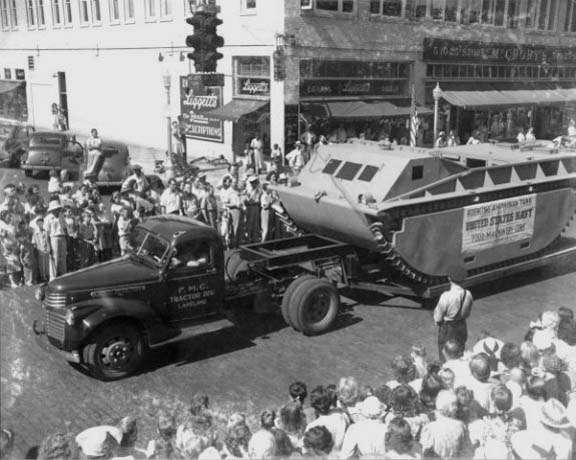
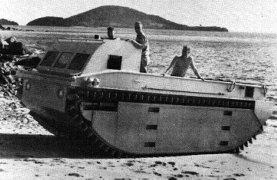
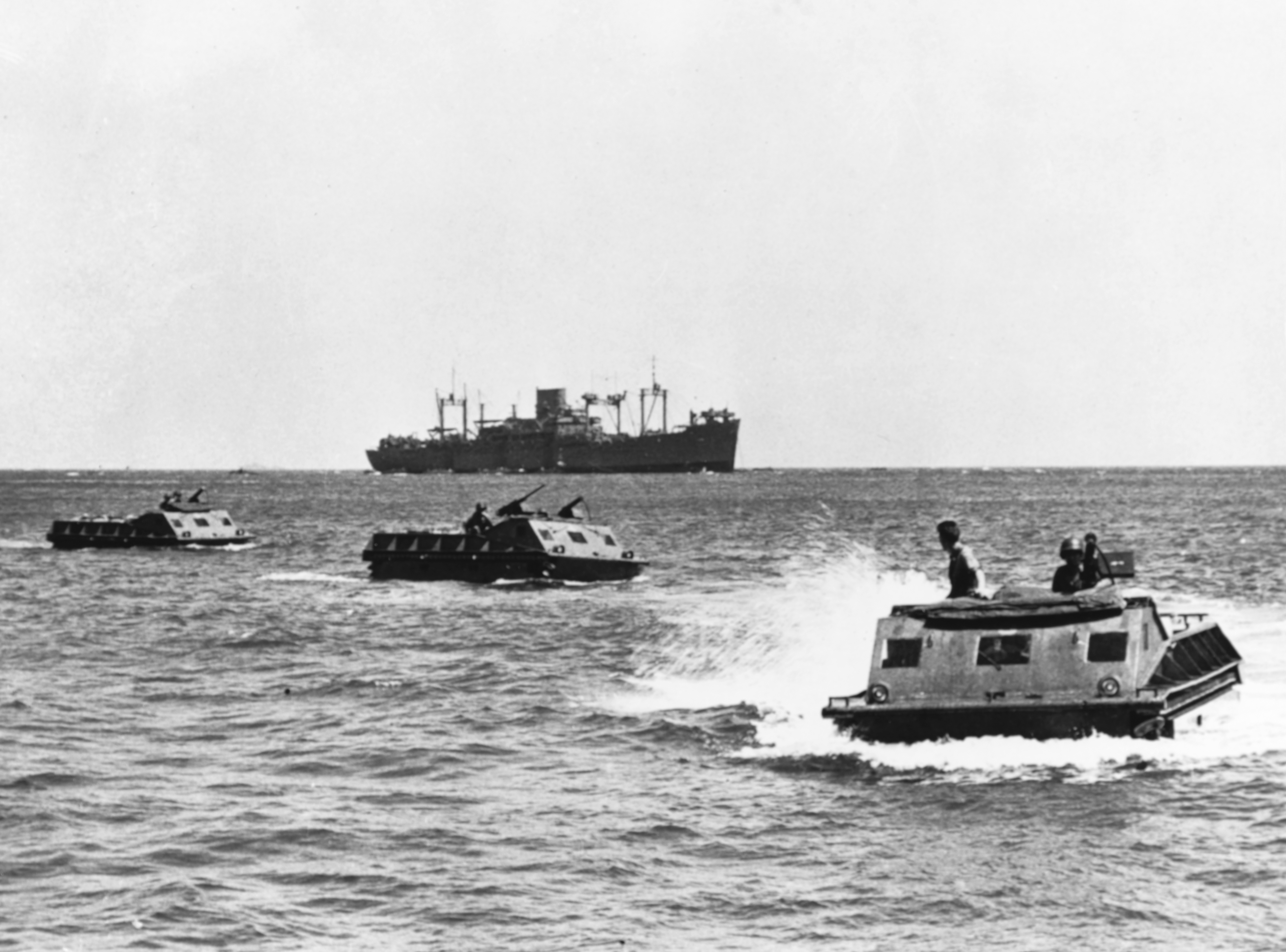
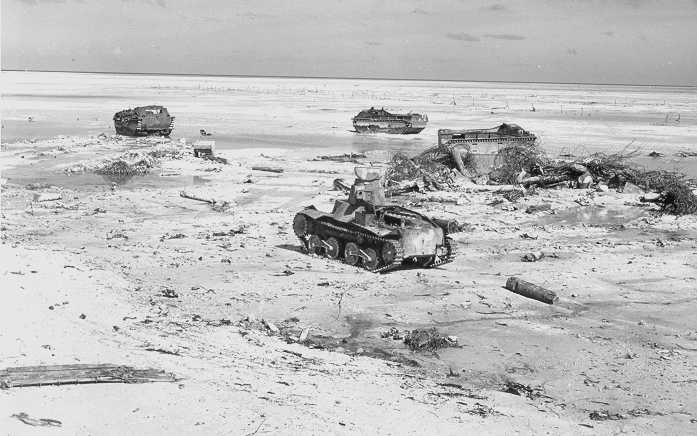
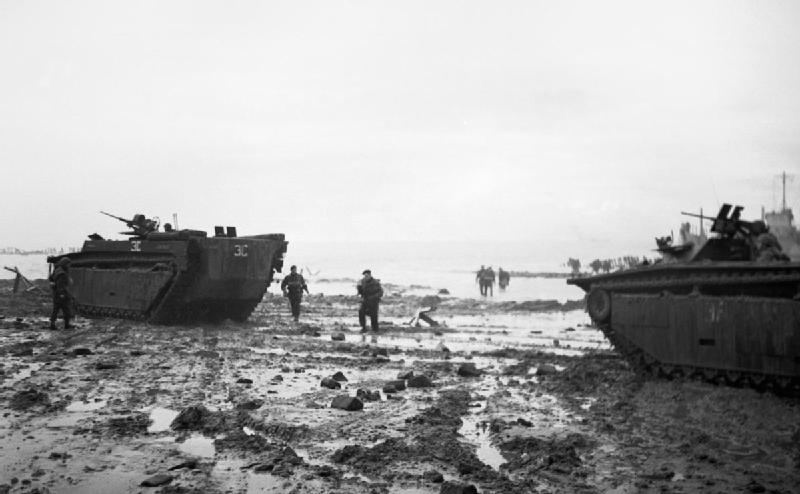
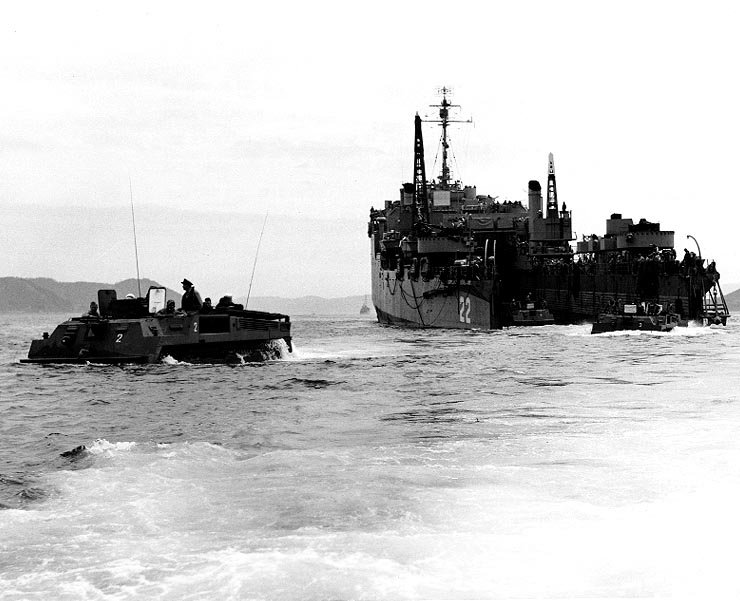

## 流行文化

### 電子遊戲
- 《戰爭雷霆》
- 《應徵入伍》

## 引用
1. ↑  Icks（1970年），第15页
2. 1 2 3  Icks（1970年），第16页
3. ↑  Richard W. Roan, Major, USMC. . Marine Corps Command and Staff College, Education Center. 1987  [2021-06-11]. （原始内容存档于2019-09-25） –www.ibiblio.org.